# Жайсан (рудник)
Жайсан (рудник) – гірничодобувне підприємство у Жамбильській області Казахстану, створене для розробки однойменного мідного родовищ.
Гірничі роботи на руднику Жайсан почались у 2022 році. За проектом на п’ятий рік Жайсан має вийти на проектну потужність у 0,6 млн тон руди, а всього термін розробки становитиме 22 роки.
Розробка ведеться підземним способом, при цьому проект передбачає спорудження двох транспортних ухилів та шахтних стовбурів «Вентиляційний», «Вентиляційний-повстаючий 1», «Вентиляційний-повстаючий 2», «Вентиляційний-повстаючий 3».
Наразі продукція рудника відправляється на розташовану за півтисячі кілометрів Балхашську збагачувальну фабрику, для чого руду перевозять автотранспортом на відстань 75 км з наступним перевантаженням на залізницю. Після запуску розташованої неподалік Шатиркольської збагачувальної фабрики руду з Жайсан транспортуватимуть автомобілями на відстань лише 25 км.
Станом на початок 2022 року балансові запаси Жайсану оцінювались у 10 млн тон руди із середнім вмістом міді 3,03%.
Розробку родовища веде корпорація «Казахмис».